# Begraafplaats van Quesnoy-sur-Deûle
De Begraafplaats van Quesnoy-sur-Deûle is een gemeentelijke begraafplaats in de Franse plaats Quesnoy-sur-Deûle in het Noorderdepartement. De begraafplaats heeft een driehoekige vorm en bevindt zich in het oosten van het dorpscentrum.
Net ten oosten van de begraafplaats ligt het Deutscher Soldatenfriedhof Quesnoy-sur-Deûle, een Duitse militaire begraafplaats met 1.964 Duitse gesneuvelden uit de Eerste Wereldoorlog. Tijdens de oorlog was het dorp in handen van de Duitsers, die op de gemeentelijke begraafplaats gesneuvelden begroeven. In de loop van de oorlog breidden ze de begraafplaats uit naar het oosten. Na de oorlog werden de Duitse graven uit de gemeentelijke begraafplaats overgebracht naar de uitbreiding, die als afzonderlijke Duitse begraafplaats werd ingericht. Uit de uitbreiding werden ook 41 Britse graven overgebracht naar Cabaret-Rouge British Cemetery in Souchez. Een aantal Britse graven bleven op de gemeentelijke begraafplaats.

## Britse oorlogsgraven
De begraafplaats telt 9 Britse graven (waarvan 2 niet geïdentificeerde) uit de Eerste Wereldoorlog en 2 uit de Tweede Wereldoorlog. De graven worden onderhouden door de Commonwealth War Graves Commission. In het CWGC-register staat de begraafplaats als Quesnoy-sur-Deule Communal Cemetery genoteerd.